# Sava Petrović
Sava Petrović (...) è un ex giocatore di football americano serbo, che ha giocato nel ruolo di defensive lineman.